# Longepi tarra
Longepi tarra is een spinnensoort uit de familie Lamponidae. De soort komt voor in Victoria.